# Pavonia balansae
Pavonia balansae är en malvaväxtart som beskrevs av Gürke. Pavonia balansae ingår i släktet påfågelsmalvor, och familjen malvaväxter. Inga underarter finns listade i Catalogue of Life.